# Ni Dieu ni Maître (chanson)
Pour les articles homonymes, voir Ni Dieu ni maître.
Ni Dieu ni Maître est une chanson d'inspiration libertaire, emblématique de Léo Ferré. Publiée en 1965 sur un super 45 tours (voir Discographie), elle mêle à la description métaphorique d'une exécution capitale par décapitation la célèbre formule « Ni Dieu, ni maître ! » du révolutionnaire socialiste Auguste Blanqui, devenue au fil du temps une des devises les plus connues du mouvement anarchiste. 
Avec Le Condamné à mort de Jean Genet chanté par Hélène Martin en 1961, « Ni Dieu ni maître » est une des plus mémorables chansons dénonçant la peine de mort (abolie en France en 1981). Ferré en enregistrera une nouvelle version très différente musicalement en 1973, à la faveur des sessions de l'album Et... Basta !. 
Le poète écrira en outre La Mort des loups sur le même thème (voir album Je te donne, 1976).

## Enregistrement

### Production

#### Version studio de 1965
- Arrangements et direction musicale : Jean-Michel Defaye
- Musiciens non identifiés à ce jour
- Prise de son : Gerhard Lehner
- Production exécutive : Jean Fernandez

#### Version studio de 1973
- Piano : Léo Ferré
- Percussions : Marc Chantereau
- Prise de son : Mick Lanaro
- Production exécutive : Richard Marsan

## Interprétations sur scène
Il existe à ce jour sept versions disponibles : 
- la première, en mars 1965 sur la scène de Bobino à Paris (coffret L'Âge d'or : intégrale 1960-1967, 2020)
- la deuxième, en février 1969 sur la scène de Bobino à Paris (album Récital 1969 en public à Bobino, 1969)
- la troisième, en janvier 1970 sur la scène de la maison de la culture de Saint-Denis (coffret La Solitude : intégrale 1968-1974, 2021)
- la quatrième, en mars 1971 sur la scène de la Maison de la Mutualité à Paris (coffret La Solitude : intégrale 1968-1974, 2021)
- la cinquième, en novembre 1972 sur la scène de l'Olympia de Paris (album Seul en scène, 1973)
- la sixième, en mai 1973 au théâtre municipal de Lausanne (album Sur la scène..., 2001)
- la septième, en mai 1988 au Théâtre Libertaire de Paris (album Léo Ferré en public au TLP Déjazet , 1988)

Dans les six premières, Léo Ferré est accompagné au piano par Paul Castanier. Dans la dernière, Ferré chante sur la bande-orchestre de l'enregistrement studio de 1965.

## Reprises
- Mama Béa sur l'album Du côté de chez Léo